# Cerberiopsis neriifolia
Cerberiopsis neriifolia là một loài thực vật có hoa trong họ La bố ma. Loài này được (S.Moore) Boiteau mô tả khoa học đầu tiên năm 1981.